# Конкордат Наполеона
Конкордат Наполеона — соглашение между папой Пием VII и Французской республикой в лице Первого консула, подписанное 26 мессидора IX года (15 июля 1801 года), по которому католицизм был объявлен «религией большинства французов». При этом свобода вероисповедания сохранялась, священнослужители назначались и оплачивались государством (предварительно дав клятву верности), а церковь отказывалась от притязаний на своё имущество, конфискованное во время революции.

## Предпосылки
После Революции отношения между государством и Церковью регулировались Новым устройством духовенства, который отменял действие Болонского конкордата и который не был признан Римом. Святой Престол фактически не имел влияния на религиозную жизнь во Франции, а духовенство обязано было присягнуть на верность новому режиму. В свою очередь, Папа Пий VI не разрешил епископам давать присягу новому правительству, что привело к расколу в стане духовенства. После 18 брюмера Наполеон опасался, что предоставление слишком большой свободы церкви приведёт к ущемлению светской власти. Кроме того, для него важно было сохранить принцип свободы вероисповедания.

## Подписание Конкордата
Папа Пий VII был избран конклавом в Венеции 21 марта 1800 года, 3 июня въехал в Рим. Наполеон в это время находился в Италии: 2 июня он был в Милане, где восстановил Цизальпинскую республику, а 14 июня произошла битва при Маренго, которая укрепила власть Первого консула. Далее Наполеон отрезал значительную часть Церковной области, ограничив владения Святого престола территориями, согласно Толентинскиму договору 1797 года. Видя успехи Франции, Папа решил искать пути к примирению с новой властью в Париже. В ноябре 1800 года в столицу Франции прибыли архиепископ Коринфский Йозиф Спина и Верховный генерал ордена сервитов Карл Казелли для переговоров. Со стороны Франции переговоры вел Этьен-Александр Бернье, который ранее помог Наполеону установить мир в Вандее. Несмотря на то, что сравнительно быстро удалось урегулировать вопросы, связанные с церковной собственностью (статья 13 исключала любые претензии со стороны Святого престола на отчуждённую во время Революции собственность), переговоры зашли в тупик касательно статуса католицизма во Франции. Святой престол настаивал на признании католической религии в качестве религии всех французов, что не устраивало Бонапарта, который не хотел создавать межконфессиональную напряжённость в стране. Кризис в переговорах зашёл так далеко, что Наполеон даже угрожал вторгнуться в Папскую область и поддержать распространение протестантизма во Франции. Посол Франции в Риме убедил Папу прислать на переговоры своего секретаря Эрколе Консальви, который сумел прийти к соглашению с французскими властями. В результате католицизм не был признан государственной религией Франции, но «религией большинства французов… которую исповедуют Консулы». Такая формулировка устроила обе стороны.
Также было принято решение об отставке всех французских епископов (ст. 2 Конкордата), при этом новые назначения будут сделаны Первым Консулом, и Святой Престол предоставит им инвеституру. Такой шаг означал окончание раскола во французском духовенстве, который образовался после не принятия частью епископов нового устройства духовенства. В последний момент недовольство Бонапарта вызвала статья о свободе исповедания культа, и стороны вынуждены были переписать эту статью, согласившись, что разрешаются свободные католические богослужения, однако проходить они будут в соответствии с регламентом, установленным правительством, исходя из необходимости общественного спокойствия (статья 1).
26 мессидора IX года (15 июля 1801 года) Конкордат был подписан Жозефом Бонапартом и Эммануэлем Крете со стороны Французской республики и представителем Святого престола Эрколе Консальви со стороны Папы.
Пий VII ратифицировал Конкордат буллой «Ecclesia Christi» 15 августа 1801 года. Наполеон ратифицировал подписание Конкордата 23 фрюктидора IX года (8 сентября 1801 года), однако по французским законам Конкордат не считался действующим вплоть до 18 жерминаля X года (8 апреля 1802 года), когда он был одобрен Законодательным корпусом и Трибунатом.
Подписание и ратификация Конкордата имели огромное значение как для католической церкви, так и для Наполеона. Фактически документ определил взаимоотношения между католической церковью и Францией на столетие. Несмотря на то, что церковная деятельность попадала под контроль светской власти, Папа получил право утверждать епископов и фактическое возвращение Франции в лоно церкви. Уступив во второстепенных вопросах, Пий VII сохранил единство церкви. Конкордат усилил популярность Первого консула, выбив из рук роялистов возможность обвинять Республику в богоборчестве, и при этом Наполеон получал контроль над духовенством на законных основаниях. Конкордат был хорошо принят обществом, однако часть епископов не приняла соглашение и отказалась подписывать прошение об отставке, как это было предусмотрено второй статьей Конкордата. Оппозиция особенно была сильна в Вандее, Пуату, Шаролэ, Нижней Нормандии и Бельгии. Подобный раскол продолжался ещё долгое время и был преодолен только в 1893 году папой Львом XIII.

## Органические статьи
Одновременно с ратификацией Конкордата Наполеон представил в Законодательный корпус и обнародовал так называемые Органические статьи католического культа (Articles organiques du culte catholique). Принятием этих статей Наполеон хотел обойти ограничения, которые накладывал на него Конкордат, а также усилить свою власть над Церковью в стране. Это вызвало ожидаемое раздражение Святого престола, так как подобный документ не обсуждался с Папой. Статьи расширяли права светской власти, в частности, если Конкордат разрешал надзор светской власти над церковной только в случае угрозы общественного спокойствия, то Органические статьи возвращали галликанские нормы проверок актов курии, прямой запрет епископам собирать соборы или синоды на территории Франции без разрешения со стороны государства, а также выезд в Рим без специального разрешения и другие. Фактическое вмешательство в духовную жизнь послужило основой для дальнейших конфликтов с Римом. В ответ на претензии представитель Франции Порталис заявлял, что они и не требовали согласования, так как «…они не вводили новых законоположений и представляли собою не что иное, как подтверждение древних правил галликанской церкви». В дальнейшем, в 1804 году, Талейран заявлял, что: «Конкордат есть результат воли двух договаривающихся властей. Напротив, „Органические законы“ представляют собою лишь форму способов его применения, составленную для себя одною из этих двух властей. Эти способы подлежат изменению и улучшению сообразно обстоятельствам. Поэтому было бы несправедливо говорить в одних и тех же выражениях о двух различных актах». После нескольких лет переписки, поняв, что изменить позицию Парижа невозможно, Пий VII ограничился тем, что выпустил буллу Quam memorandum 10 июня 1809 года, где ещё раз выразил свой протест против принятия Органических статей.